# Lola Robles
Lola Robles (Madrid, 17 de septiembre de 1963) es una escritora española, especialista en obras de ciencia ficción. También ha destacado por su activismo social. Se define como feminista, pacifista y queer.
Estudió filología hispánica, pero se dedicó profesionalmente a otras actividades (entre 1987 y 2002 trabajó como agente judicial y posteriormente en el Registro Civil, hasta que sus problemas de vista motivaron su jubilación). Asistió durante un lustro a los talleres literarios de Clara Obligado. Trabajó en la Biblioteca de Mujeres de Madrid de 1986 a 2002, coordinando sus actividades culturales, conferencias y talleres, y llevando su gestión administrativa y económica, y en 1994 fue una de las fundadoras de la Red de Bibliotecas y Centros de Documentación de Mujeres.
Entre otras antologías, aparece en Ábreme con cuidado (Dos Bigotes, 2015), donde escribe un texto inspirado en la escritora Carson McCullers.

## Obras

### Novelas
- El informe Monteverde (edición corregida y aumentada). Crononauta, 2018.
- El árbol de Sefarad, Cerbero, 2018
- Yabarí. Cádiz, Cerbero, 2017.
- Flores de metal. Equipo Sirius, 2007.
- El informe Monteverde: primera aproximación al est. Equipo Sirius, 2005.
- La rosa de las nieblas. Madrid: Kira, Edit, 1999.

### Libros de cuentos
- Amargarita Páez: relatos (primera y segunda edición en Mujer Palabra, 2002 y 2007; tercera edición revisada y aumentada en La autora, 2010).
- Historias del Crazy Bar y otros relatos de lo imposible. Stonewall, 2013 (coescrito con María Concepción Regueiro).

Libros de ensayo
- En regiones extrañas: un mapa de la ciencia ficción, lo fantástico y lo maravilloso. [edición digital], Palabaristas Press, 2016.

## Premios
- 2020: Premio Gabriel[4] otorgado por PÓRTICO, Asociación Española de Fantasía, Ciencia Ficción y Terror, por su aportación al mundo de la ciencia ficción, la fantasía o el terror.
- 2017: Premio Ignotus al mejor libro de ensayo por En regiones extrañas.